# Наталия Шчерба
Наталия Василиевна Шчерба (на руски: Наталья Васильевна Щерба; на украински: Наталія Василівна Щерба) е рускоезична украинска писателка от Беларус в жанровете фентъзи и детска литература.
Родена е на 16 ноември 1981 година в град Молодечно, Минска област, Беларуска ССР, СССР. Детството си прекарва в Ярославъл, Русия.
Следва висше образование в Киев, но след IV курс прекъсва следването си. Установява се там и придобива гражданство на Украйна.
Книгите ѝ са преведени и издавани в Украйна, Полша, Чехия и Словакия.